# Disney Store
Disney Store est une filiale de la Walt Disney Company pour la vente d'articles Disney dans des lieux dédiés lancée en 1987. Les boutiques font partie de la division Disney Consumer Products (produits de consommation) du groupe.
Les Disney Stores japonaises ont appartenu de 2001 à 2010 à la société Oriental Land Company, propriétaire et gestionnaire du complexe Tokyo Disney Resort. Tandis que celles des États-Unis ont appartenu entre 2004 et 2008 à la société The Children's Place.
Disney possède aussi 3 autres concepts de boutiques :
- la Disney Gallery lancé en 1994 sous la période Paul Pressler en Californie. Elles étaient orientées sur les objets d'art, la boutique du Disney Village est toujours ouverte ;
- les World of Disney, sur le principe des « méga-Disney Store » ;
- les Disney Artist, concept inauguré le 18 mars 2007 en Inde et associé à la division Disney Stationery[1].

En octobre 2009, Disney annonce un nouveau concept pour les Disney Stores nommé Imagination Park et basé sur celui des Apple Store.

## Le concept
Avant 1987, Disney ne possédait pas de lieu de vente en dehors de ses parcs, seul le Walt Disney World Resort avait une boutique dans l'aéroport international d'Orlando.
La première Disney Store vendait des produits sortis des réserves ou du surplus de Disneyland, service aujourd'hui connu sous le nom de Company D et réservé aux employés Disney. Ensuite des produits spécifiques furent créés mais les acheteurs trouvaient toujours des produits comparables à ceux des parcs. Ainsi le revenu des ventes des parcs américains chuta forçant Disney à dissocier les deux offres.
Le concept initial a évolué au fil du temps. En 2000, un concept plus sobre est lancé pour dynamiser la chaine alors en perte de vitesse.
En 2010, plusieurs concepts coexistent :
- les World of Disney d'immenses boutiques gérées par les parcs à thèmes.
- Imagination Park, basé sur les Apple Store, prévu pour être dévoilé à l'automne 2010.
- un autre concept plus petit reprenant partiellement les anciens concepts et devant être révélé à partir de juin 2010.
- des Disney Store Outlet, dans des villages de marques.

## Historique

### 1987-1989: Boutiques américaines

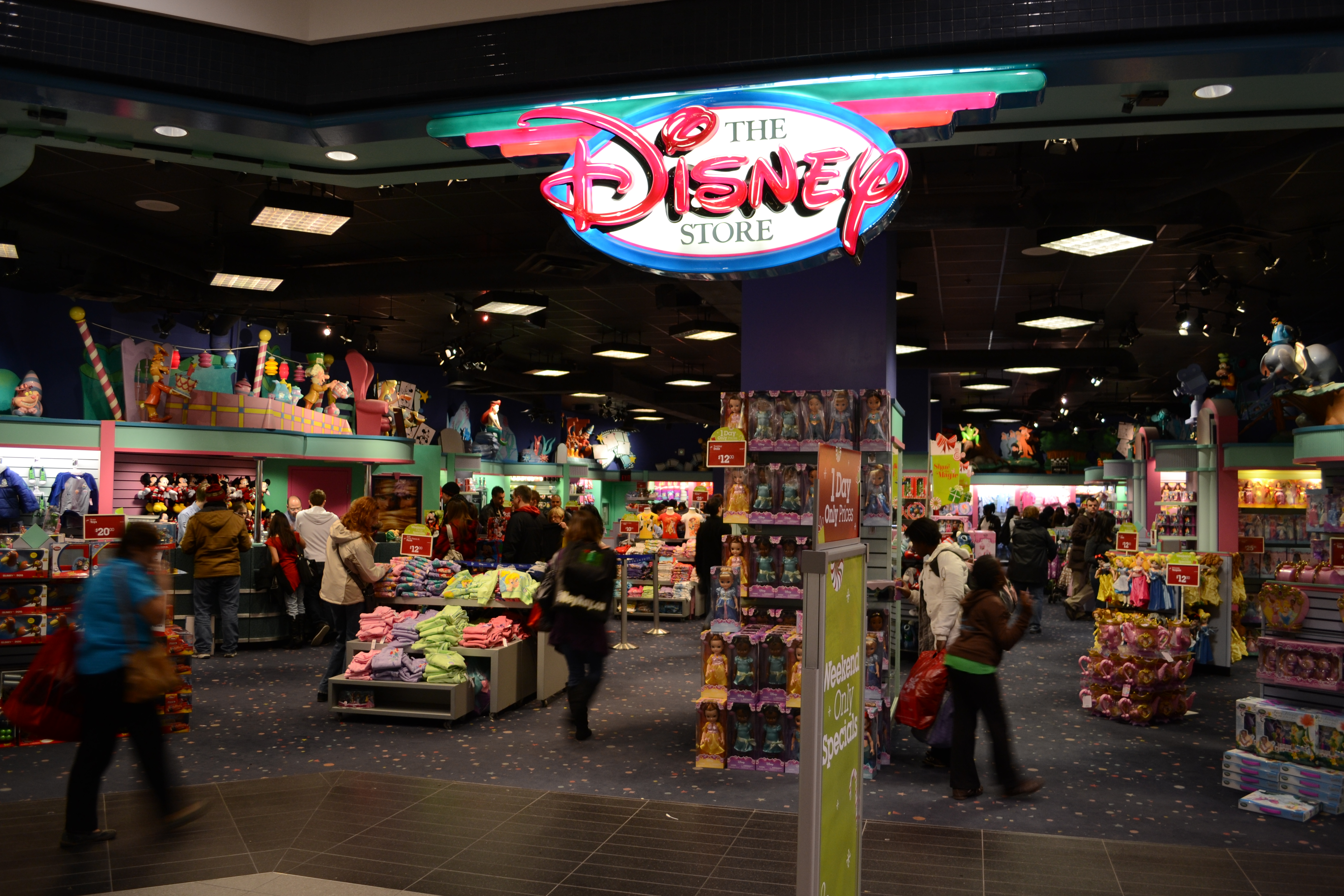
Disney Store d'Eaton Centre à Toronto au Canada, conservant un style proche de celui original.

La première Disney Store ouvrit en le 28 mars 1987 avec l'autorisation de Michael Eisner et de Frank Wells. Elle fut construite dans la Glendale Galleria, un centre commercial de Los Angeles à quelques kilomètres au sud des bureaux de Walt Disney Imagineering et du siège social de la Walt Disney Company. Les trois ensembles sont reliés par la même autoroute qui descend aussi jusqu'à Disneyland.

### 1990-1999: Développement international

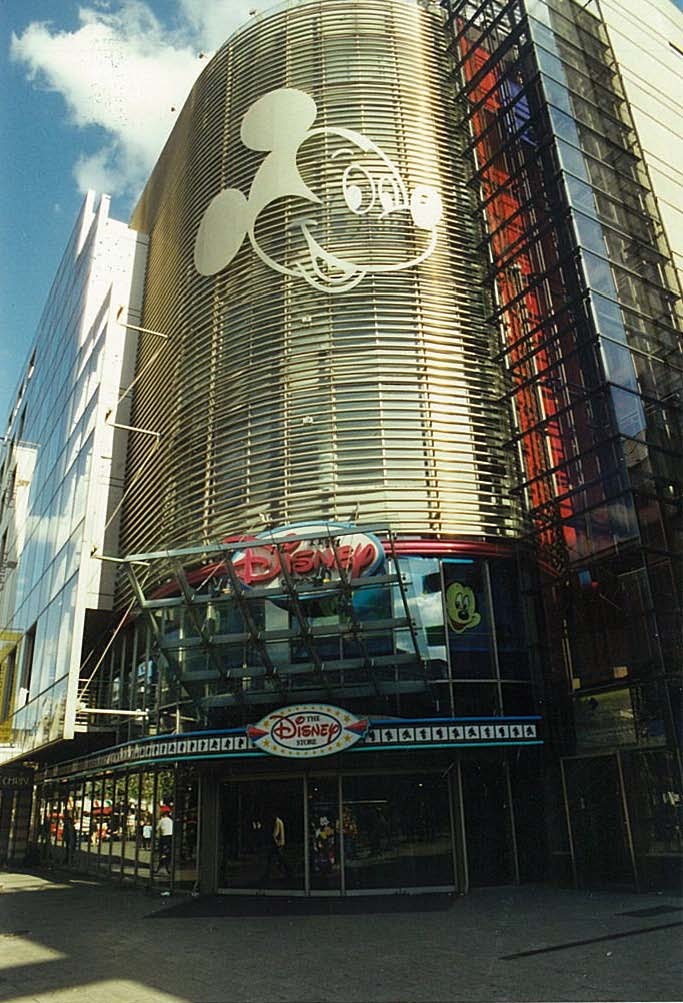
Disney Store à Francfort, ouverte fin 1993, fermée en 1999.

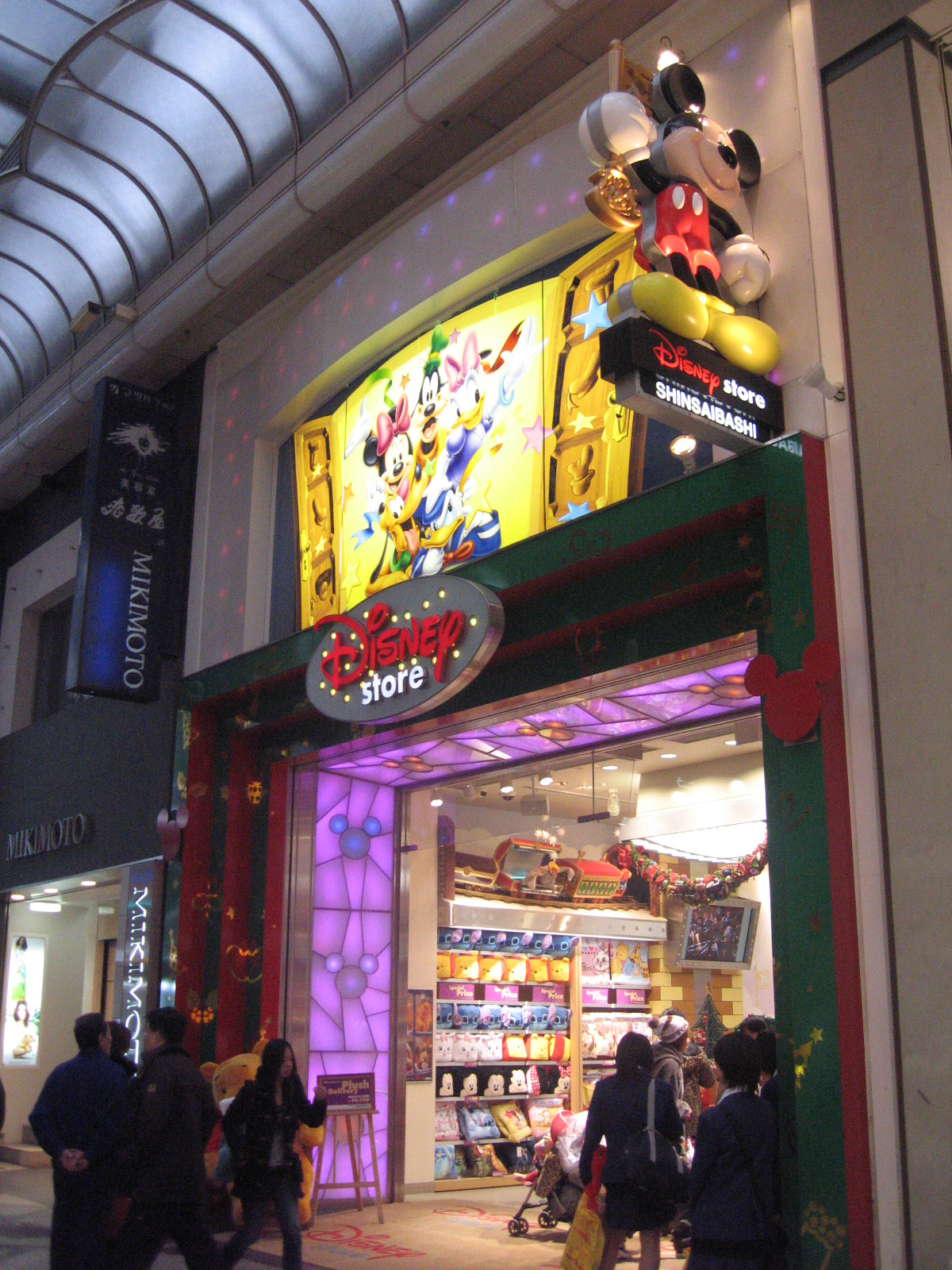
Une Disney Store japonaise à Osaka, Japon.

Le 4 mai 1990, le New York Times évoque l'ouverture courant avril d'une Disney Store à Montclair en Californie de 11 000 pieds carrés (1 022 m2) qui comprend un nouveau concept commercial, un restaurant nommé 'Mickey's Kitchen placé à l'étage et proposant des burgers, des pizzas, des salades avec de la musique Disney. Disney prévoit d'avoir fin 1990, 76 boutiques aux États-Unis et une à Londres. La première Disney Store en dehors des États-Unis ouvre à Londres le 1er novembre 1990 sur Regent Street.
Le 21 mai 1991, Walt Disney Japan crée la filiale japonaise de Disney Store, Disney Store Japan. Le 21 août 1992, la première Disney Store d'Asie ouvre à Yokohama au Japon.
En 1993, Disney ouvre sa première boutique Disney Store en France, avenue des Champs-Élysées. En octobre 1993, la première boutique allemande ouvre sur le Zeil à Francfort dans la Nobel-Haus, plus grand magasin européen.
En novembre 1994, Richard Nanula, arrivé chez Disney en 1986, est nommé président international de la société avant de passer en février 1996 directeur financier (CFO) de la Walt Disney Company.
le 6 février 1996, Tom Heymann, arrivé chez Disney en 1991, est nommé président de Disney Store, remplaçant Nanula reparti pour son ancien poste. Sous l'impulsion de Paul Pressler, le nombre de boutiques augmenta considérablement.
Le 22 mai 1996, la plus importante Disney Store avec 40 000 pieds carrés (3 716 m2) ouvre sur la Cinquième avenue de New York.
En 1997, le nombre de boutiques dépasse les 600 dans le monde réparties aux États-Unis et dans dix autres pays. Le 11 août 1997, Disney Catalog annonce l'ouverture d'un centre de distribution de 500 000 pieds carrés (46 452 m2) dans le comté de Spartanburg en Caroline du Sud (situé à Jonesville 34° 51′ 15″ N, 81° 44′ 22″ O). Le 16 septembre 1997, la première ESPN The Store une chaîne de boutiques spécialisée dans les produits sportifs, division de la société Disney Store associée à ESPN, ouvre dans la Glendale Galleria en Californie, où avait ouvert la première Disney Store.
En 1999 le monde comptait 747 boutiques Disney Store. Mais en raison d'une baisse du chiffre d'affaires, Disney dut commencer par fermer de nombreuses boutiques puis à chercher un partenaire ou un(des) repreneur(s). Une des premières est la boutique allemande de Francfort, fermée le 27 octobre 1999.

### 2000-2009: Disney revend ou ferme les Disney Store
Le 7 septembre 2000, Disney Store France annonce la fermeture à partir de janvier 2001 de sept des 24 boutiques de la chaîne : Vélizy 2, Parly 2, Créteil Soleil, Bègles, Nîmes, Saint-Étienne et Vitrolles.
Le 4 octobre 2000, un prototype d'un nouveau concept de Disney Store ouvre à Costa Mesa en Californie et est dupliqué à Cherry Hill dans le New Jersey le 27 octobre 2001.
Le 10 septembre 2001, Disney signe un accord avec OLC en vue de leur vendre les Disney Store japonaise pour 51 millions d'USD. La vente est finalisée le 1er avril 2002.
Mais aux États-Unis et au Canada, la recherche fut plus longue, Wal-Mart, un moment pressenti comme repreneur, refuse car la société avait déjà l'exclusivité sur certaines gammes de produits.
Le 21 novembre 2004, The Children's Place et Disney annoncent clore la transaction pour le rachat des Disney Store nord-américaine. Le 23 novembre, The Children's Place annonce avoir pris le contrôle des 313 Disney Store nord-américaines (sauf une à New York).
Le 9 février 2005, The Children's Place installe le siège social de Disney Store au 443 S. Raymond Avenue à Pasadena dans une ancienne blanchisserie. Le 23 juin 2005, Disney annonce qu'il n'était pas parvenue à vendre les 105 Disney Store européennes qui restent donc dans le giron de Walt Disney International.
Le 18 mars 2007, la division Disney Stationery inaugure à Gurgaon, banlieue de New Delhi sa première boutique, Disney Artist, un concept de boutique sur les objets de correspondances, accessoires festifs et articles associés.
Le 20 mars 2008, The Children's Place annonce dans son rapport annuel son intention de revendre les deux tiers des Disney Store nord-américaines à Disney.
Le 30 avril 2008, Disney rachète les 229 Disney Store nord-américaine à The Children's Place pour près de 64 millions de $. Le 2 mai 2008, Disney annonce que la transaction du rachat des Disney Store nord-américaine nécessite en contrepartie la fermeture de 88 boutiques.
Le 25 juillet 2008, à la suite du rachat des Disney Store, Disney prévoit de relancer l'activité sur le centre de distribution de 647 900 pieds carrés (60 192 m2), construit en 1997 par Panattoni Development Co. et située au 4795 Imagination Drive à Memphis, Tennessee (35° 00′ 41″ N, 89° 54′ 15″ O).
Le 22 juillet 2009, Disney annonce la fermeture de 9 des 13 boutiques françaises restante avec 97 suppressions de postes, les établissements étant déficitaires.

### Depuis 2010: Nouveaux concepts

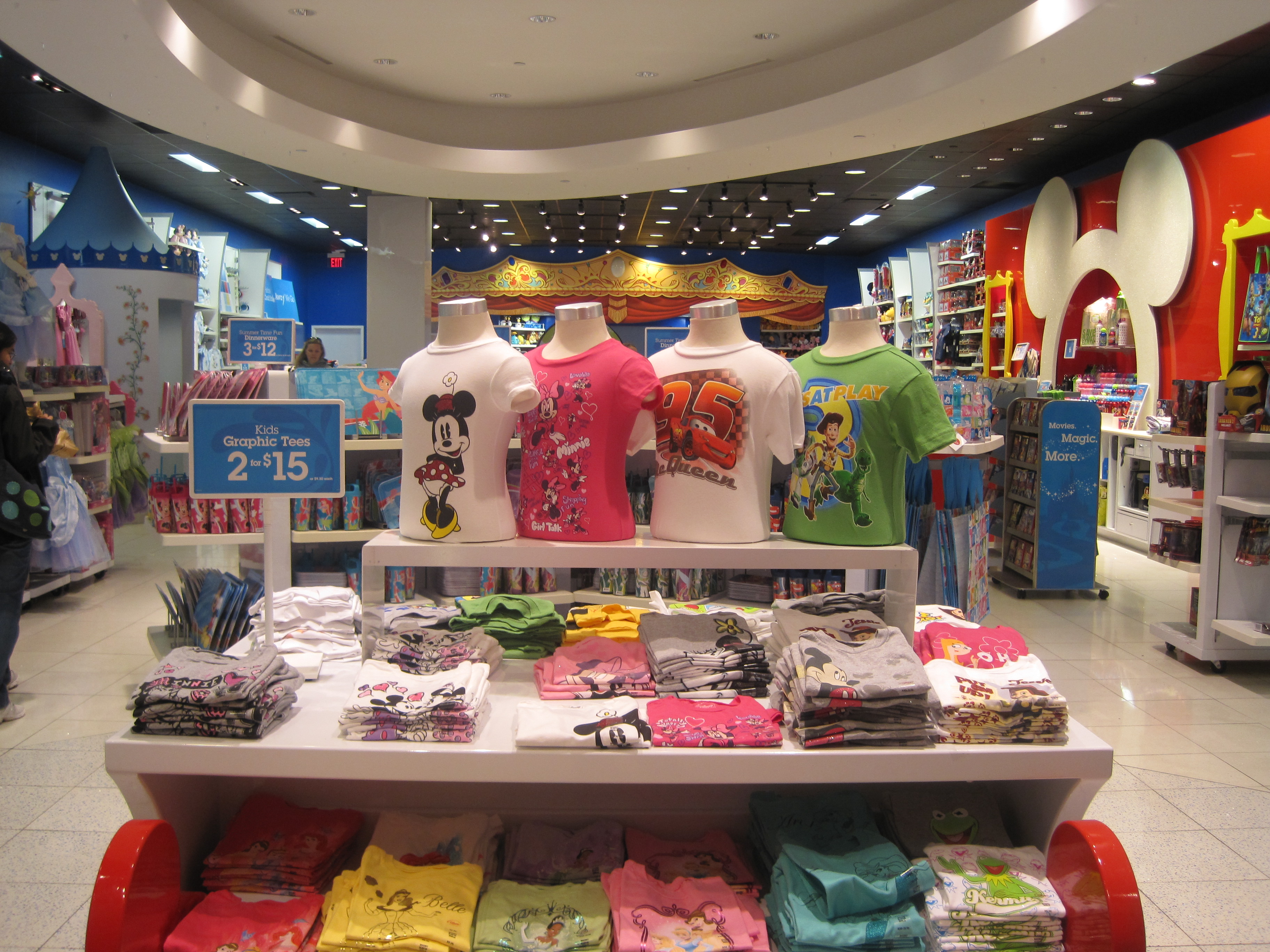
Disney Store à Daly City en Californie, utilisant l'un des nouveaux concepts.

Le 13 octobre 2009, Disney annonce le concept Imagination Park qui prévoit la rénovation des 340 boutiques Disney en Amérique du Nord et en Europe pour environ un million de dollars chacune, ainsi que l'ouverture de nouvelles boutiques. Ce concept est basé sur celui des Apple Store, grâce à Steve Jobs membre du directoire de Disney depuis 2006.
Le 11 décembre 2009, Oriental Land Company annonce l'ouverture de négociation avec Walt Disney Japan pour le rachat des Disney Store japonaises.
Le 5 janvier 2010, Disney annonce le début des travaux de la première instance du nouveau concept annoncé en octobre 2009. L'ouverture de cette boutique, sise au 1540 Broadway à New York, est prévue pour l'automne 2010 et sera mitoyenne du Planet Hollywood, remplaçant un Virgin Megastore. Le 4 février 2010, le directoire d'OLC valide le transfert de l'activité des Disney Store japonaise vers la filiale japonaise de Disney, avec un rachat des actions le 31 mars.
Le 12 mai 2010, Disney annonce que les deux premières nouvelles boutiques ouvriront dans les centres commerciaux de The Shops at Montebello à Montebello (Californie) en juin et de La Vaguada à Madrid (Espagne) en juillet 2010,. Les autres sites sont :
- pour l'Amérique du Nord : Roosevelt Field Mall à Garden City, New York ; Santa Monica Place à Santa Monica en Californie (août 2010), International Plaza à Tampa en Floride, Stockton St. à San Francisco et Fashion Valley à San Diego (CA)
- pour l'Europe : NorteShopping à Oporto au Portugal; Orio Center à Bergame en Italie, Centre MK à Milton Keynes en Angleterre, Bon Accord Centre à Aberdeen en Écosse, et Donegal Place à Belfast en Irlande du Nord.

Le 20 mai, la presse de Chicago révèle une boutique supplémentaire de 4 400 pieds carrés (409 m2), au sein de la galerie commerciale Block 37, située à l'angle de State et Washington.
Le 21 mai 2010, Disney annonce la fermeture d'un centre de distribution de 500 000 pieds carrés (46 452 m2) ouvert en 1999 et situé sur la Highway 176 près de Jonesville en Caroline du Sud (34° 51′ 15″ N, 81° 44′ 22″ O), supprimant les 150 employés.

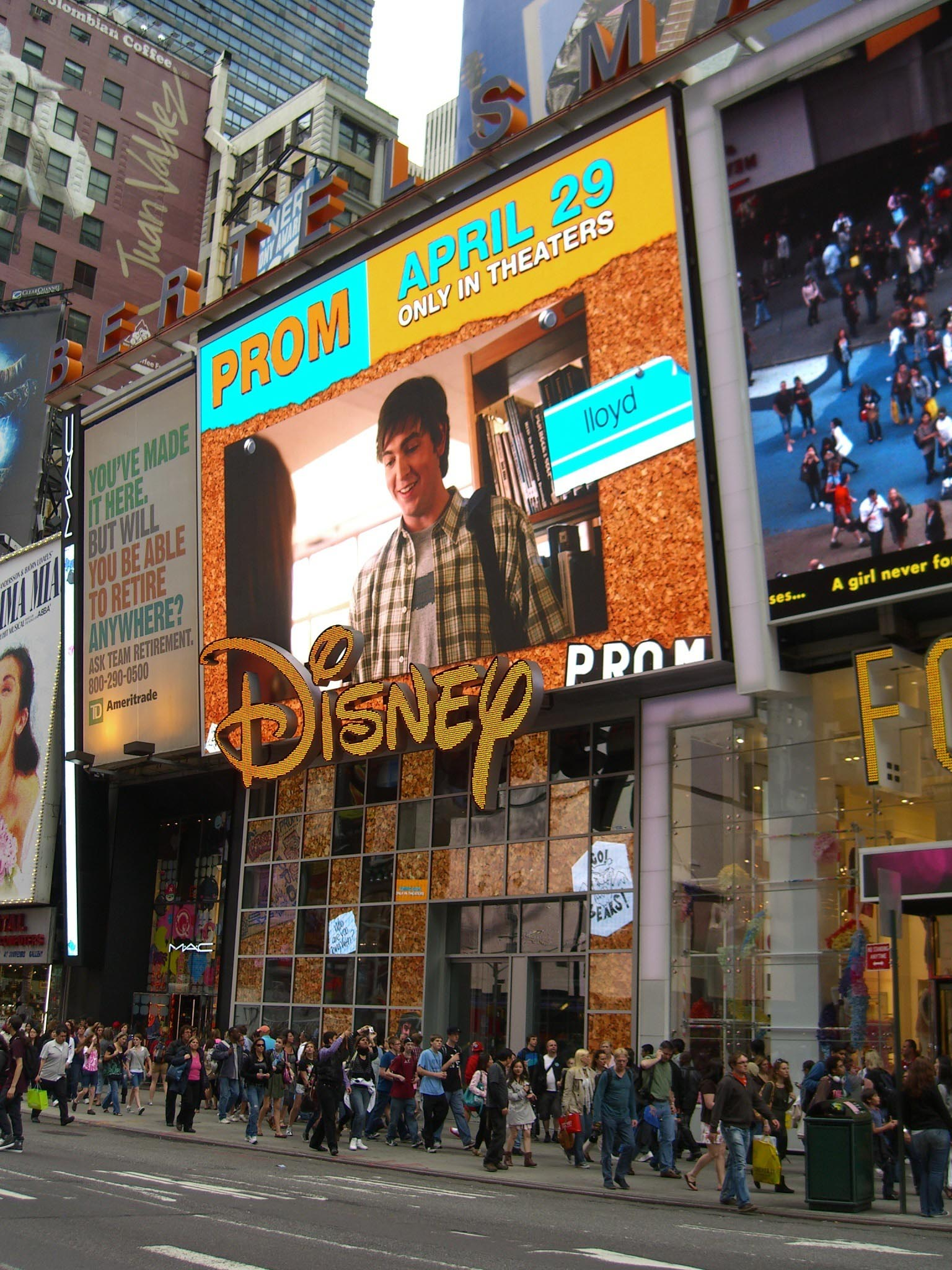
Disney Store à Times Square.

Le 29 juin 2010, la première nouvelle Disney Store ouvre à Montebello. Elle fait partie des 20 boutiques de plus de 4 800 pieds carrés (446 m2) devant présenter un nouveau concept plus technologique comprenant RIDEMAKERZ, un espace de construction de véhicule basé sur Cars et le Disney Princess Magical Mirror. Le 6 août 2010, une seconde nouvelle Disney Store à Santa Monica Place. Le 21 septembre 2010, une troisième nouvelle Disney Store ouvre dans le centre commercial The Shops à Mission Viejo en Californie. Le 28 septembre 2010, deux nouvelles Disney Store ouvrent, celle d'International Plaza à Tampa en Floride et celle de Block 37 à Chicago. Le 26 octobre 2010, Disney annonce l'ouverture d'une Disney Store à Dublin au 60-61 Grafton Street, date annoncée au 18 mai.

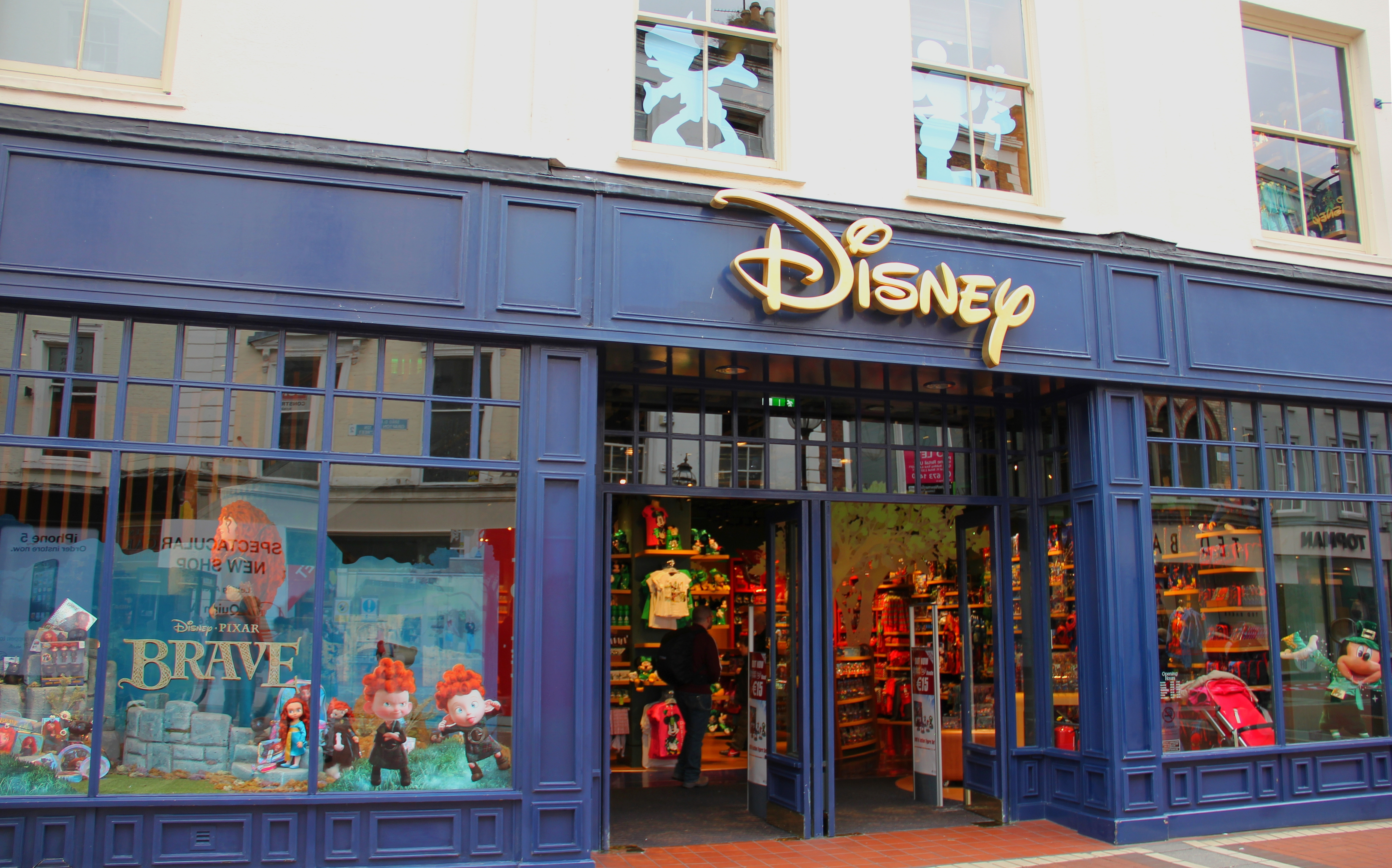
Disney Store sur Grafton Street à Dublin.

Le 9 novembre 2010, la nouvelle Disney Store de Times Square ouvre ses portes en lieu et place du Virgin Megastore. Elle occupe 20 000 pieds carrés (1 858 m2) sur 3 niveaux, mais celle de la Cinquième Avenue, ouverte en 1997 avait fermée en janvier 2010.
Le 11 janvier 2011, grâce au succès des 19 premières rénovations faites en 2010, Disney Store annonce l'ouverture ou la rénovation de 25 boutiques en Europe et Amérique du Nord durant l'année 2011. La société prévoit la création de boutiques dans des pays dépourvus comme le Danemark, l'Irlande et la Belgique et la rénovation des grands bassins économiques nord-américains comme Atlanta ou Puerto Rico. Le même jour, Walt Disney Company EMEA signe un contrat avec MasterCard de 6 six ans et couvrant l'Europe pour des promotions sur Disneyland Paris, dans les Disney Store et les films. Le  27 janvier 2011, Disney annonce son intention d'ouvrir des Disney Store en Chine à partir de 2012. Le  25 mai 2011, Disney Store ouvre sa plus grande boutique européenne sur Oxford Street à Londres avec 8 200 pieds carrés (761,804928 m2) sur deux niveaux<.
Le  18 janvier 2012, Disney annonce l'ouverture de sa première Disney Store chinoise pour l'automne 2012 et l'ouverture de 25 à 40 boutiques en trois ans. Le 7 septembre 2012, Disney ouvre la première Disney Baby Store à Glendale, une Disney Store consacrée à la gamme Disney Baby.
Le 3 octobre 2013, J. C. Penney annonce ouvrir dans 565 de ses grands magasins une boutique Disney Shops, un espace de 800 pieds carrés (74 m2) à 1 000 pieds carrés (93 m2) destiné aux enfants. Le 25 octobre 2013, Disney Store annonce l'ouverture d'une boutique géante de 53 000 pieds carrés (4 924 m2) à Shanghai dans le quartier des affaires de Lujiazui,,. Cette boutique comprend un bâtiment de 10 800 pieds carrés (1 003 m2) et un parc paysager doit aussi servir de centre d'information pour le complexe de Shanghai Disney Resort.
Le 1er juillet 2014, Disney annonce l'adaptation anglophone du jeu japonais Tsum Tsum développé pour Disney Japan ainsi que la sortie des jouets associés dans les Disney Store,. Le 10 septembre 2014, Forbes annonce que les rénovations des Disney Store entamées au Royaume-Uni depuis 2010 et totalisant 480 millions d'USD d'investissements ont permis de générer un chiffre d'affaires de 761,6 millions d'USD sur quatre ans.
Le 22 janvier 2015, Disney ouvre un nouveau type de boutique dans le quartier Harajuku de Tokyo au Japon pour une clientèle féminine adulte. Le 9 mai 2015, Disney Store annonce l'ouverture de son magasin phare à Shanghai pour le 20 mai,. Le 10 août 2015, la société DDC Investissement basée dans le Colorado achète pour 27 millions d'USD le centre de distribution de Disney Store, un hangar de 648 000 pieds carrés (60 201 m2) situé près de Memphis. Construit en 1996 spécialement pour Disney, il avait été acheté 19,17 millions d'USD en 2011 par la société locale PanCal Shelby, filiale du constructeur Panattoni. Le 21 septembre 2015, Disney Store se joint à la chaîne de magasins Target pour supprimer les notions de genre dans les articles pour enfants.
Le 20 janvier 2016, selon le site TheStreet.com, la société Disney aurait revu à la hausse la valeur de sa chaîne de magasins Disney Store à la suite des succès des films Marvel et Star Wars. Le 29 mars 2016, Disney India est en pourparlers avec le promoteur indien DLF Limited pour créer une cinquantaine de Disney Store de 100 m2 et des boutiques phare de 1 000 m2,. Le 20 décembre 2016, Disney Store fait partie d'un groupe de 6 chaînes de magasins qui accepte d'arrêter le recours à la "planification du travail sur appel", une pratique forçant les employés à n'être informés de leurs horaires de travail que qu'une ou deux heures avant le début de leur service,, associée au contrat zéro heure.
Le 19 janvier 2017, l'édifice de deux étages et 12 881 pieds carrés (1 197 m2) hébergeant la Disney Store de San Francisco au 39 Stockton Street a changé de propriétaire pour 16 millions d'USD de dette hypothécaire.  
Le 26 septembre 2017, Disney Store confirme avoir lancé depuis juillet un nouveau concept de boutique au Northridge Fashion Center de Northridge (Los Angeles) avec un aspect de boutique de mode s'éloignant du château de contes de fées, moins achalandés mais avec des produits de luxe, d'autres exclusifs aux parcs d'attractions et des accès à la boutique en ligne,. Le 1er décembre 2017, la première Disney Store russe ouvre à Moscou grâce au partenariat avec Ideas4Retail entamée en janvier 2016 et cinq autres sont prévues,.
Le 20 avril 2018, Disney Store annonce la suppression des sacs en plastique dans ses 215 boutiques nord-américaines. Le 25 juillet 2018, la boutique Magic of Disney de l'Aéroport international d'Orlando doit fermer pour permettre l'agrandissement d'un poste de sécurité et est remplacée par une Disney Store au printemps 2019. Fin 2018, Disney Store quitte le 443 South Raymond Avenue à Pasadena pour le 1101 Flower Street à Glendale, au sein du Grand Central Creative Campus.
Le 25 août 2019, lors du D23 2019, Target et Disney Consumer annoncent la création de 25 espaces de vente Disney Store d'environ 750 pieds carrés (70 m2) chacun dans ses hypermarchés et 40 supplémentaires d'ici octobre 2020,. Ces espaces s'ajouteront aux 600 présents dans la chaîne J. C. Penney.

## Les Disney Stores

### Disney Store États-Unis d'Amérique

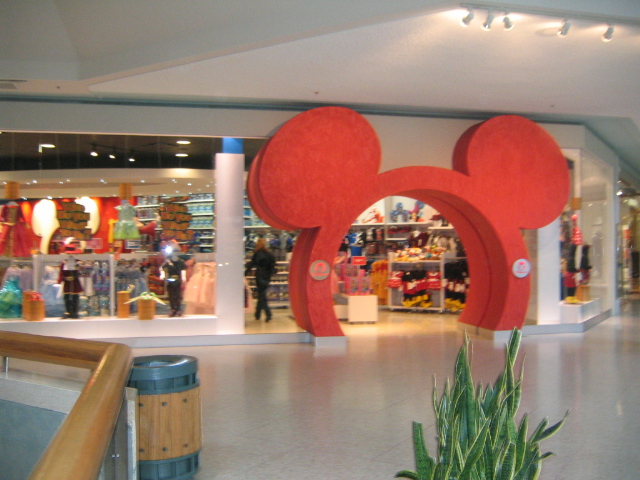
Une Disney Store au Canada rénovée selon la politique de Children's Place

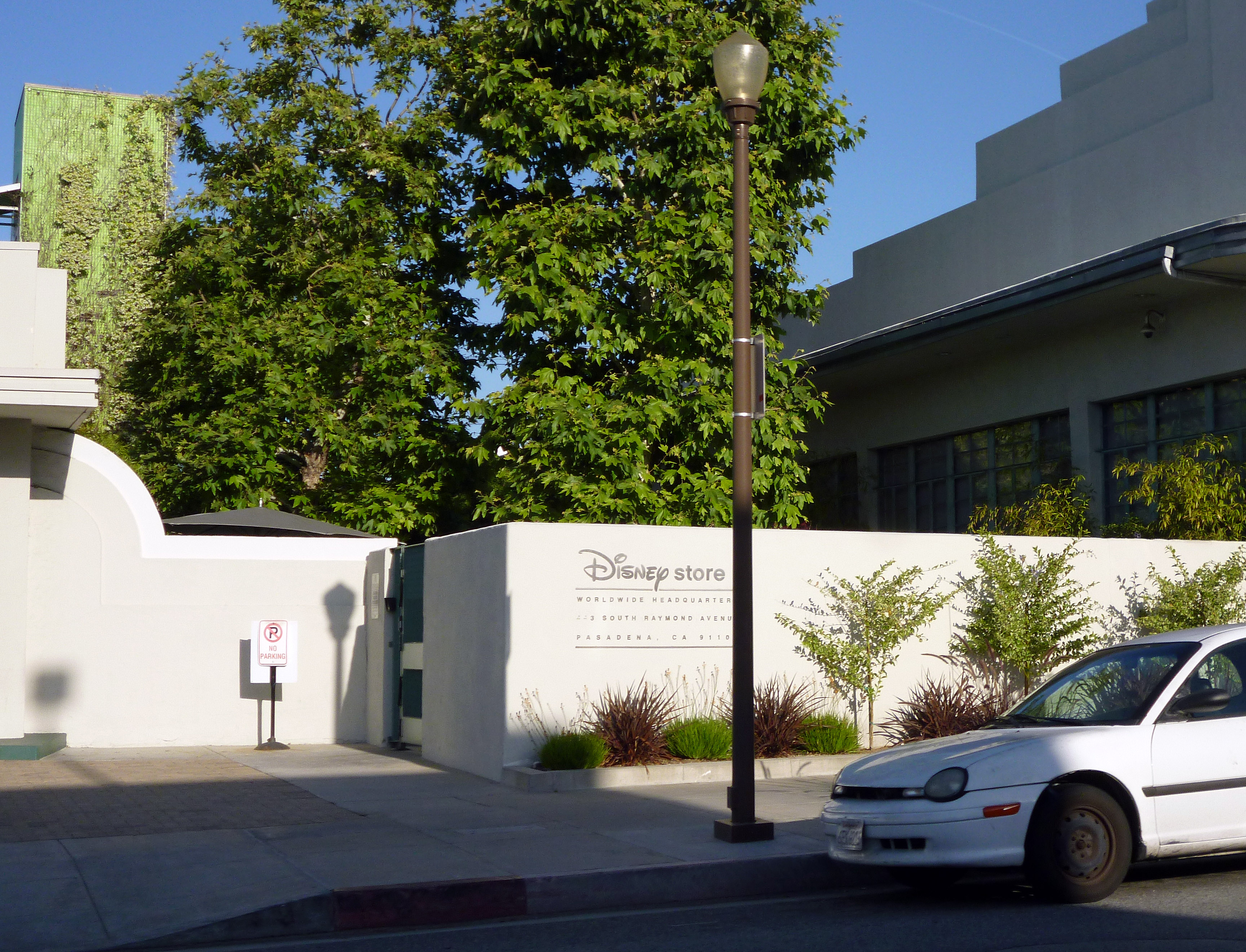
Entrée du siège social de Disney Store à Pasadena, banlieue de Los Angeles

À partir des années 1990, la progression fut assez rapide, près de 550 boutiques furent ouvertes rien qu'aux États-Unis. Le marché fut donc saturé. Entre 1999 et 2002 près de 250 furent fermées, pour stabiliser le nombre à 313.
En mai 2003, Disney annonce que le nombre de visiteurs dans les Disney Store dépasse celui dans ses parcs d'attractions et qu'en raison de la concurrence, plusieurs options sont envisagées dont la vente des boutiques nord-américaines et européennes.
Disney a remplacé la chaîne des Disney Store par un autre concept, les World of Disney tandis que le site internet www.disneystore.com est redirigé vers Disney Direct, la version électronique du Disney Catalog en attendant que Children's Place rachète les droits sur le site mais le catalogue reste dans le giron de la société Disney.
La chaîne Disney Store américaine, sous contrôle de The Children'sPlace, a lancé à la fin de 2007 des gammes de produits pour les préadolescents principalement des vêtements associés aux séries Hannah Montana et High School Musical.
En mars 2008, la société Children's Place a annoncé vouloir casser le contrat la liant à Disney ou de rendre les deux-tiers des boutiques Disney Store nord-américaines, actuellement gérées par ses filiales Hoop Holdings et Hoop Holding Canada, en raison de ses "priorités stratégiques".
Une transaction a été signée le 2 mai 2008, Disney reprenant à The Children's Place, le contrôle des Disney Store nord-américaines mais annonce en contrepartie la fermeture de 98 boutiques.
La première boutique du concept inspiré des Apple Store doit ouvrir à Times Square à l'automne 2010. Mais les différentes informations publiées en mai 2010 semblent indiquer l'existence de deux concepts, d'un côté celui basé sur les Apple Store, nommé Imagination Park, prévu pour être dévoilé à l'automne 2010, et un autre plus petit reprenant partiellement les anciens concepts et devant être révélé à partir de juin 2010. Il comprend le chateau des Disney Princess avec un Miroir Magique et le Disney Store Theater.

### Disney Store Japon

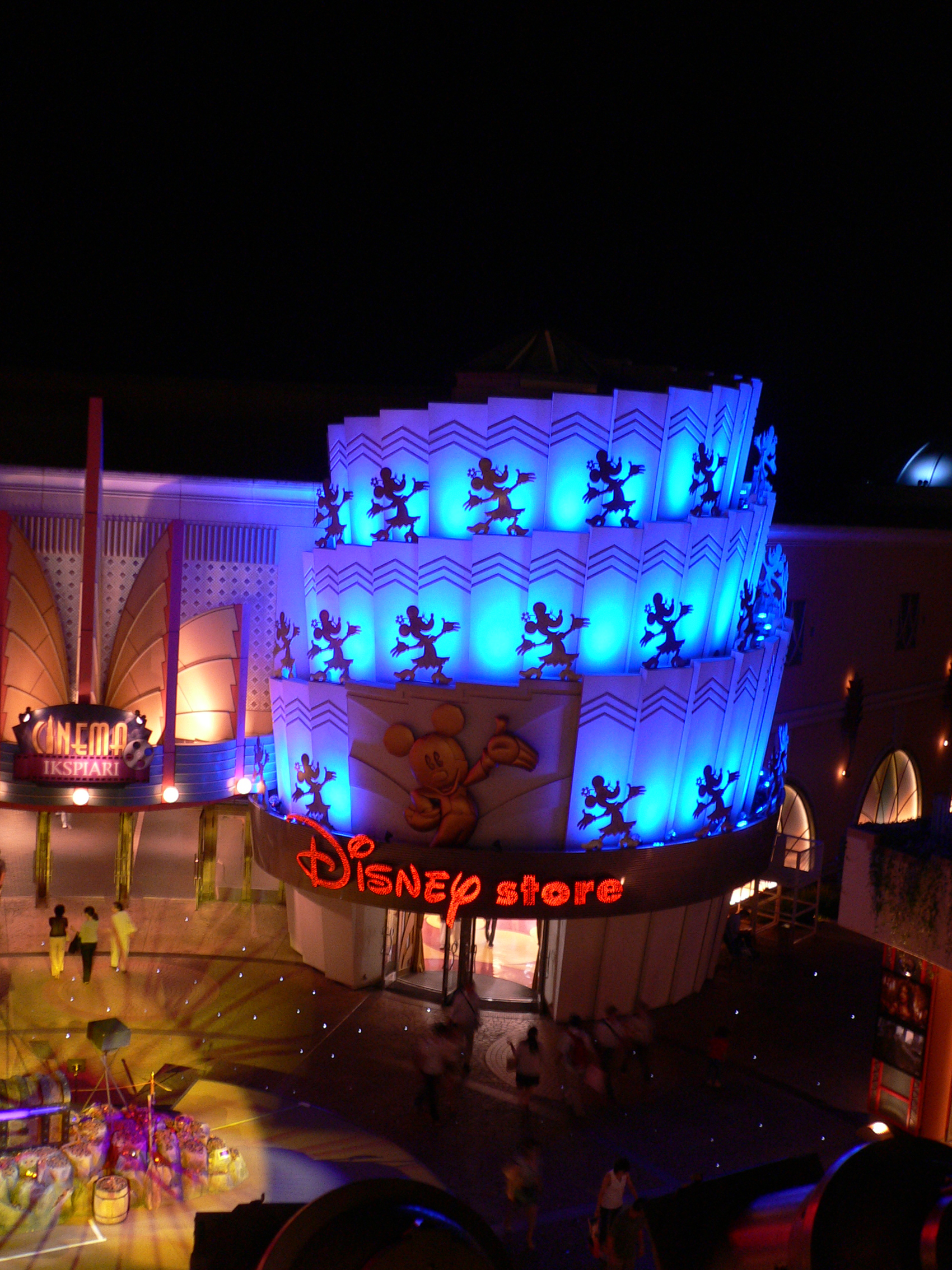
Disney Store à Ikspiari, centre commercial du Tokyo Disney Resort

Au Japon, Oriental Land Company signe en 2001 un accord avec Walt Disney International pour racheter l'ensemble des 50 boutiques japonaises, OLC est aussi propriétaire du Tokyo Disney Resort. L'ensemble du capital de la filiale Disney Store Japan (nommé en réalité Retail Networks Co., Ltd) a été acheté en avril 2002
Fin 2009, OLC annonce la possible revente des boutiques à Disney. Le 4 février 2010, le directoire d'OLC valide le transfert et annonce la vente des actions pour le 31 mars suivant.

### Disney Store Europe
Les 106 Disney Store en Europe appartiennent toutes à des sociétés nationales (une par pays) filiales de Walt Disney International qui est basée à Londres. The Walt Disney Company n'a pas réussi à trouver d'acquéreur pour l'ensemble de ses boutiques. Un partenariat est envisagé depuis septembre 2005 mais aucune autre information n'est parue dans la presse. En 2006 Disney annonça qu'elle arrêtait ses recherches.
Quelques chiffres :
- 13 Disney Store en Italie en 2008
- 21 Disney Store en Espagne en 2008
- 1 Disney Store au Portugal en 2008, une seconde a ouvert en 2010
- 57 Disney Store au Royaume-Uni en 2008

#### En France

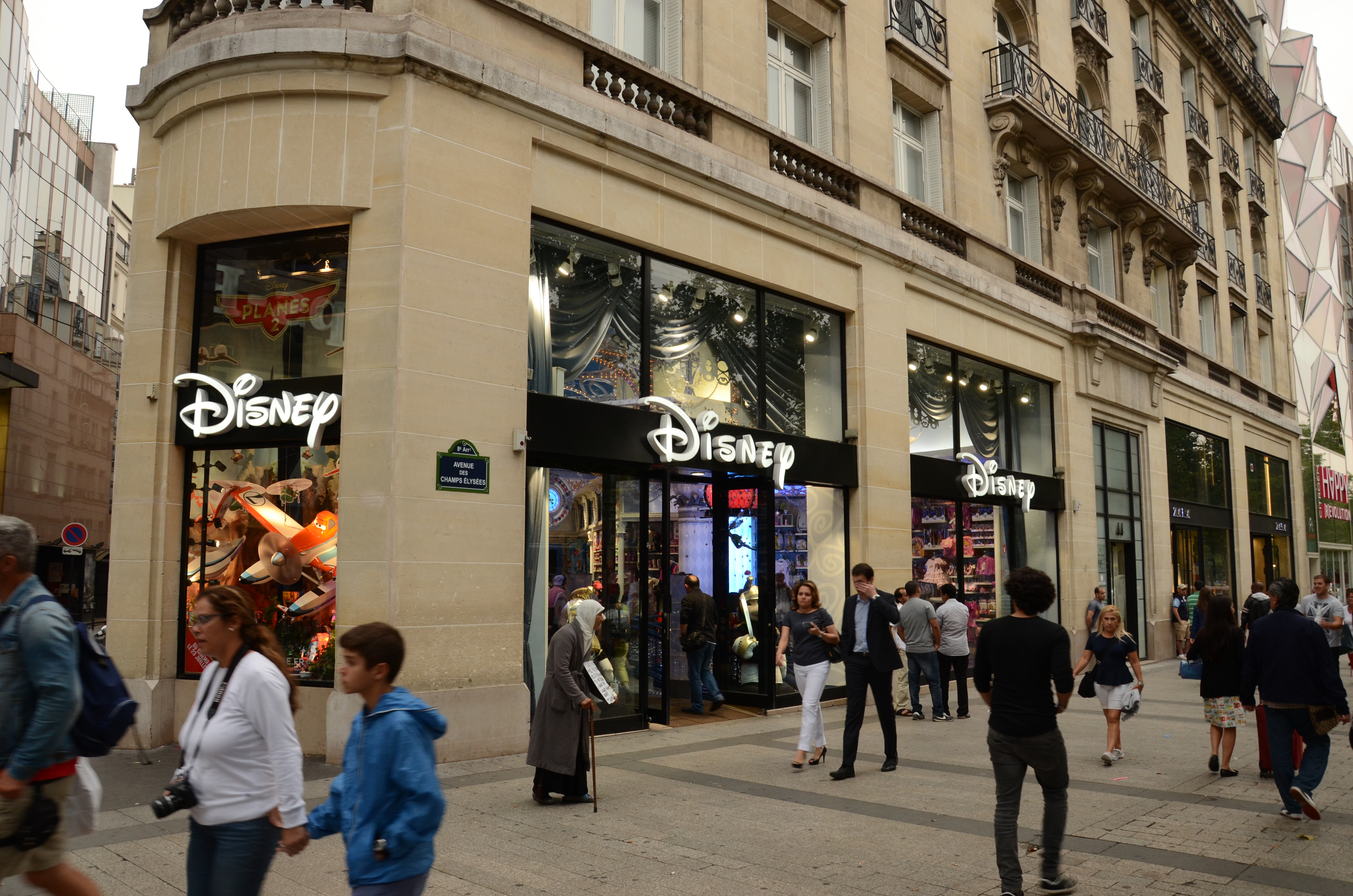
La Disney Store des Champs-Élysées en 2014.

La boutique « Disney Store » au Disney Village de Disneyland Paris, ouverte en 1992, ne compte pas dans les chiffres ci-dessous parce qu'elle est gérée directement par Euro Disney SCA, le groupe gérant le parc d'attractions, et non par Disney Consumer Products. D'ailleurs, elle vend les articles exclusifs du parc et non la gamme "Disney Store".
- En 1993, ouverture du premier magasin
- En 2000, la chaîne compte 24 Disney Store en France
  - Région parisienne : Champs-Élysées, Les 3 Fontaines (Cergy-Pontoise), Belle Épine (Thiais), Les Quatre Temps (La Défense), Créteil-Soleil, Vélizy 2, Parly 2
  - Province : Avignon, Bègles, Bordeaux, Calais (Coquelles), Grenoble, Lille, Lyon, Marseille St Ferréol, Marseille Grand Littoral, Nancy, Nice, Nîmes, Saint-Étienne, Toulon, Toulouse, Vitrolles
- À partir de janvier 2001, fermeture de sept magasins de[14] : Vélizy 2, Parly 2, Créteil Soleil, Bègles, Nîmes, Saint-Étienne et Vitrolles,
- En 2007, fermeture des magasins de Bordeaux et Toulouse
- En 2008, la chaîne ne compte plus que 14 magasins
  - Avignon, Belle Epine, Calais, Cergy Pontoise, Grenoble, Lille, Lyon, Marseille St Ferréol et Marseille Grand Littoral, Paris Champs-Élysées, Nancy, Nice, Toulon
- En 2009, la chaîne ne compte plus que 6 magasins[5]
  - Conservées : Champs-Élysées, Belle Épine, Lyon, centre commercial Grand Littoral à Marseille, Calais et Grenoble.
  - Fermeture : Lille, Nice, Marseille rue St-Ferreol, Nancy, Rosny sous bois, Cergy-Pontoise, Avignon et Toulon
- En 2015, ouverture de trois espaces "Disney Store" au sein des Galeries Lafayette de Nantes, Paris et Nice. Fermeture du Disney Store de Grenoble.
- En 2016, ouverture de trois espaces "Disney Store" au sein des Galeries Lafayette de Marseille Centre Bourse, ainsi qu'aux Galeries Lafayette de Strasbourg et aux Galeries Lafayette de Bordeaux.
- En 2019, le Disney Store de Lyon ferme le 24 avril, celui de Marseille Grand Littoral et Belle Epine le 14 septembre.[réf. nécessaire]
- En 2022, la filiale française Disney Store France a fermé la totalité de ses concepts au sein des Galeries Lafayette, ainsi que le magasin de Calais. Seule l’enseigne des Champs Élysée subsiste encore. L’espérance d’un retour très prochainement est attendue par les nombreux fans Disney.[réf. nécessaire]
- En 2023, Disney Store ferme définitivement le 2 Juin 2023, son magasin principal des Champs-Élysées après 30 ans de presence.

Seul subsiste encore en France le magasin situé à Disneyland Paris mais qui n'a de commun que le nom, celui-ci étant géré par le parc. 

#### En Belgique
- En 2011, ouverture du premier magasin belge à Anvers[75]. Le 24 décembre 2013, le Disney Store d'Anvers ferme ses portes après deux années d'ouverture.

### Disney Store Chine
La première Disney Store doit ouvrir en 2012, soit deux ans avant l'ouverture du parc Shanghai Disneyland. Le 18 janvier 2012, Disney annonce l'ouverture de cette première Disney Store chinoise pour l'automne 2012 et l'ouverture de 25 à 40 boutiques en 3 ans. Le 25 octobre 2013, Disney Store annonce l'ouverture d'une boutique géante de 53 000 pieds carrés (4 924 m2) à Shanghai dans le quartier des affaires de Lujiazui,,. Cette boutique comprend un bâtiment de 10 800 pieds carrés (1 003 m2) et un parc paysager doit aussi servir de centre d'information pour le complexe de Shanghai Disney Resort. Le 9 mai 2015, Disney annonce l'ouverture de son magasin phare à Shanghai pour le 20 mai,. La boutique ouvre à la date prévue au pied de la Perle de l'Orient,, mais en raison de l'affluence et une file d'attente de plus de 1,7 km elle a dû fermer ses portes au bout d'une heure.

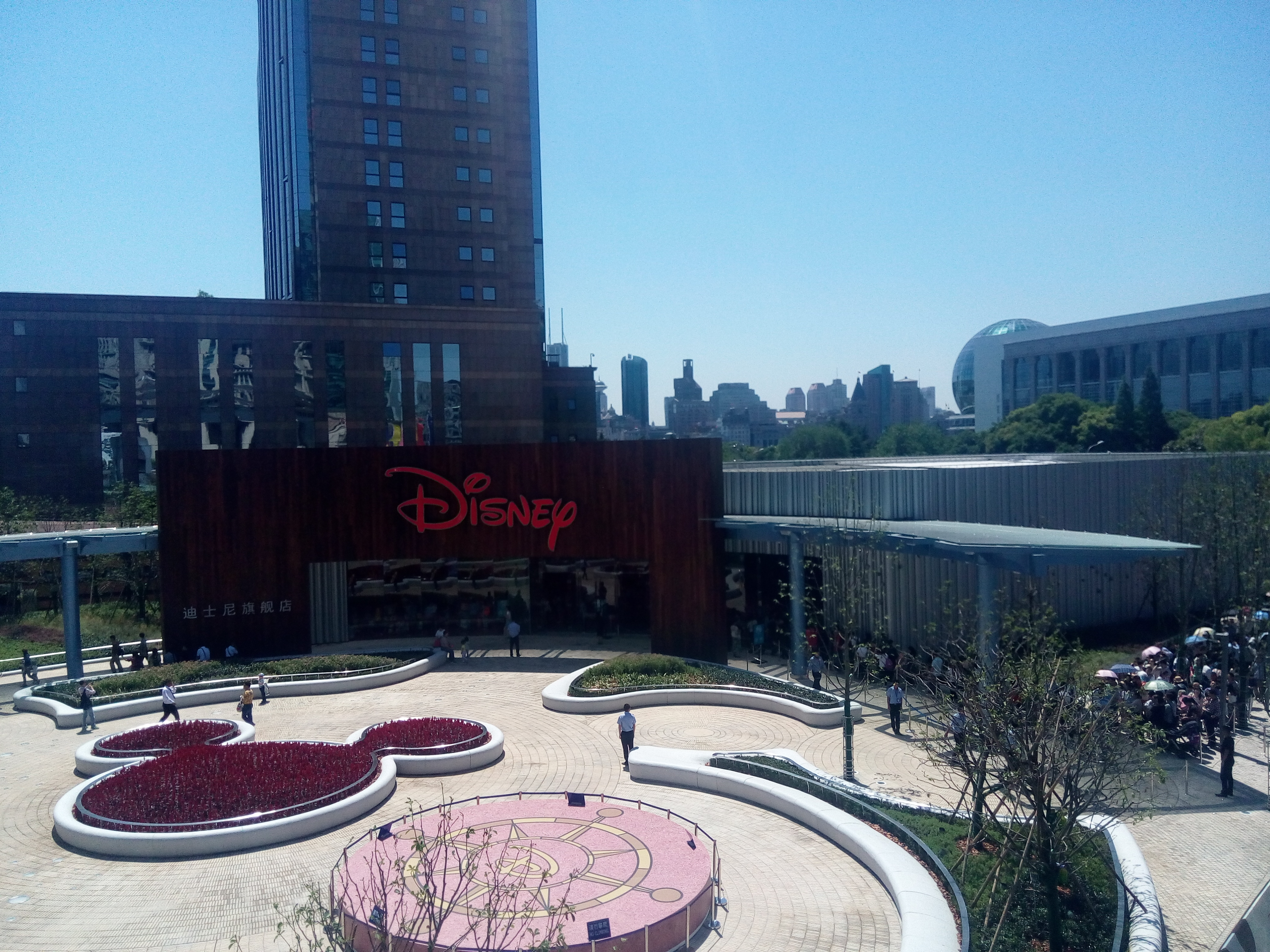
Façade de la Disney Store de Shanghai
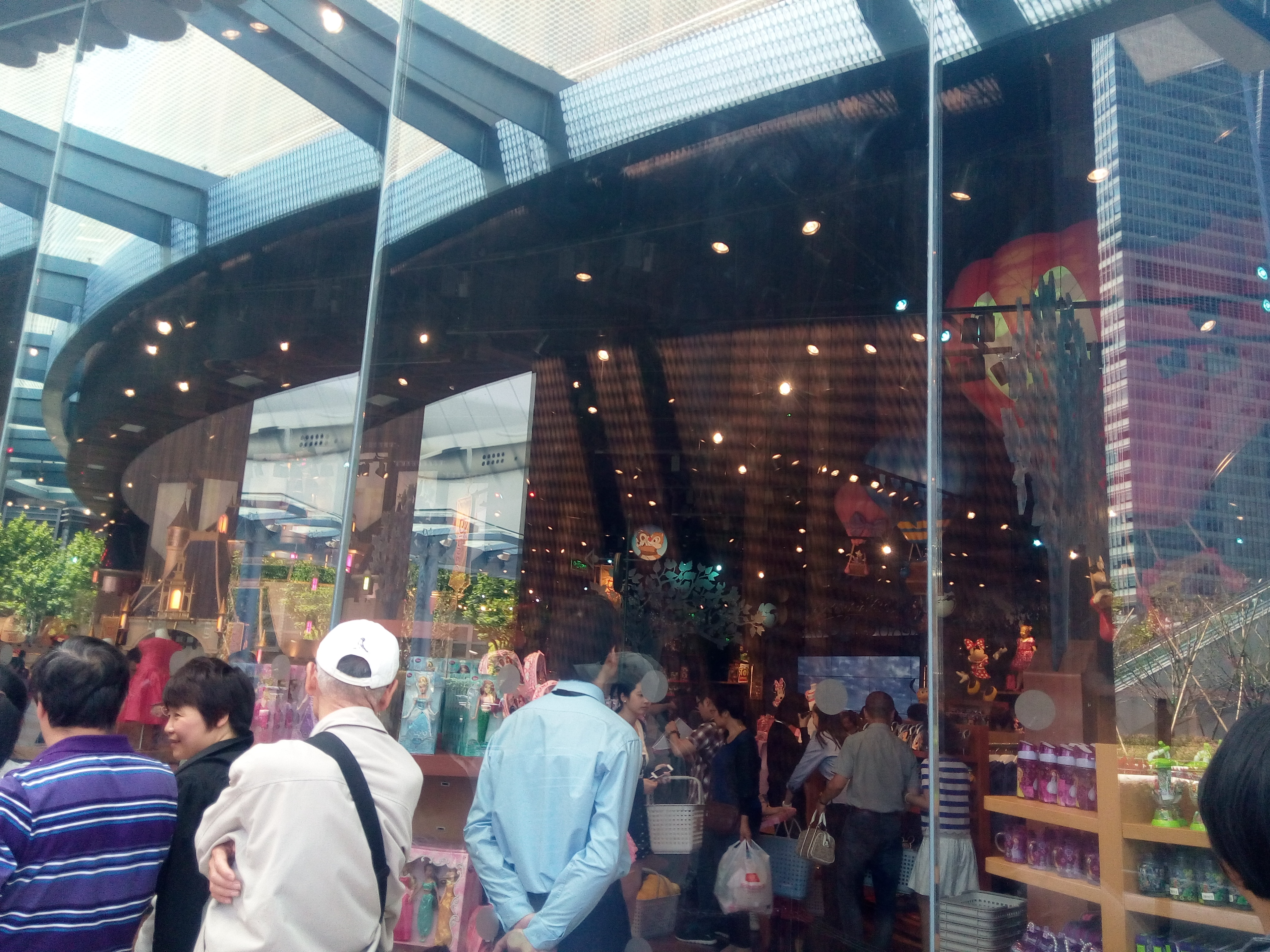
Vitrine de la boutique
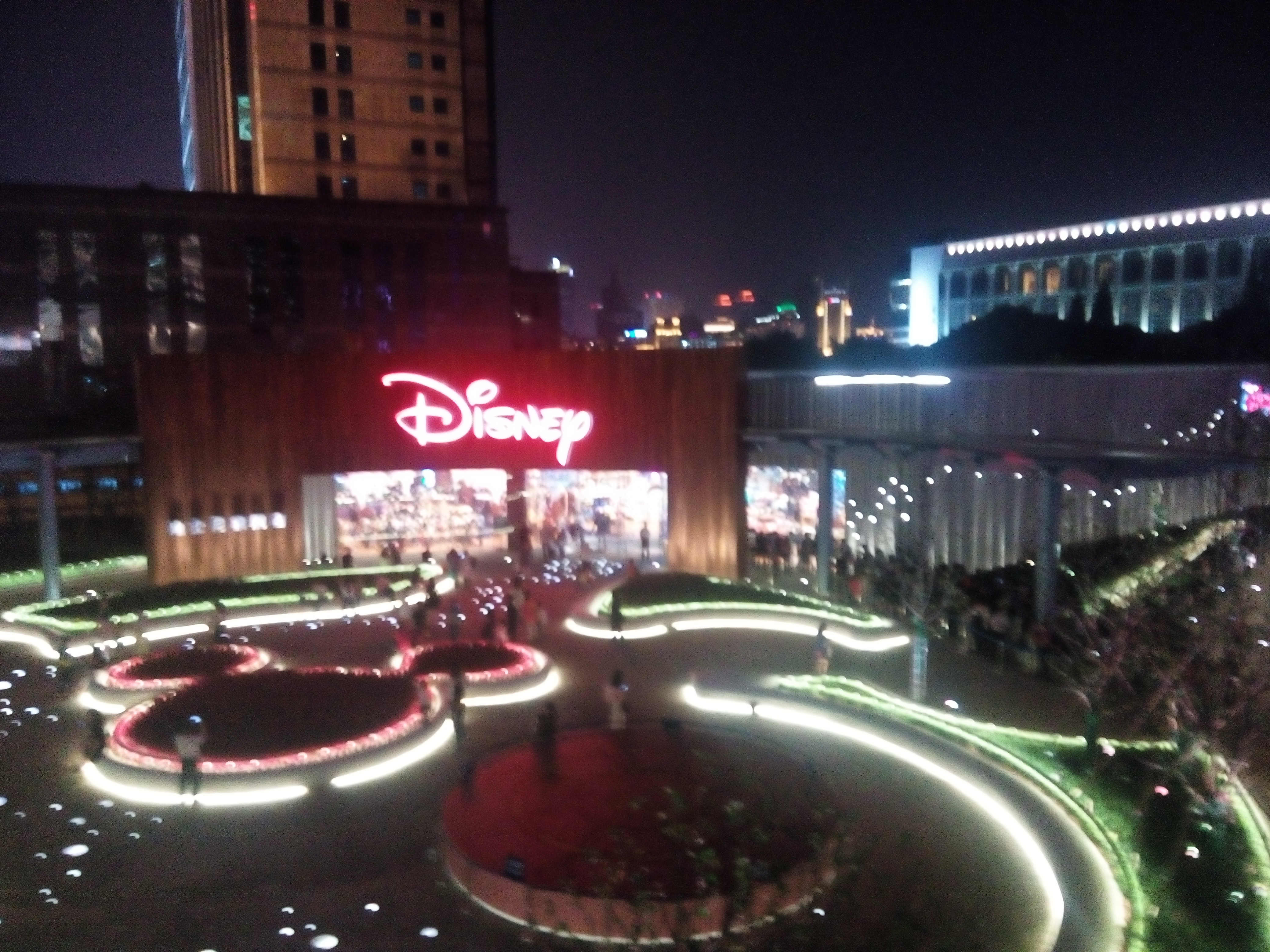
Vue nocturne

### Disney Store Russie
Fin 2017, Disney et Ideas4Retail annoncent lors de l'inauguration de la première boutique, 5 boutiques supplémentaires pour 2017 et 2018:
- 4 boutiques à Moscou, dont la première de 300 m2 ouverte le 1er décembre 2017, à côté du Hamleys
- 1 à Saint-Pétersbourg
- 1 au sud de la Russie